# James Ward-Prowse
James Ward-Prowse (Portsmouth, 1994. november 1. –) válogatott angol labdarúgó, a West Ham United labdarúgója.

## Pályafutása

### Klubcsapatban
2011 és 2023 között a Southampton labdarúgója volt. 2023 óta a West Ham United játékosa. 2024–25-ben kölcsönben a Nottingham Forest csapatában szerepelt. 2025. február 3-án után visszatért a West Hamhez.

### Az angol válogatottban
2017 és 2022 között 11 alkalommal szerepelt az angol válogatottban és két gólt szerzett.